# Nord (televisió)
Nord, anteriorment conegut com a TeleMorella, és un canal de televisió d'àmbit local de la comarca dels Ports propietat de l'empresa Comunicacions dels Ports.
Emet les 24 hores en obert amb una programació basada especialment en la informació comarcal amb rodes informatives de 30 minuts repetides les 24 hores del dia i continguts de la Xarxa de Televisions Locals, Comunicàlia i Televisions Digitals Independents de Proximitat. En 2011 va canviar de freqüències per la reordenació de les freqüències de TDT.